# Слован (Відень)
Спорти́вний клу́б «Сло́ван» Ві́день (нім. Sportklub Slawe in Wien, чеськ. SK Slovan ve Vídni) — австрійський футбольний клуб, заснований у 1902 році чеською громадою Відня.

## Досягнення
- Фіналіст кубка Австрії: 1924
- Найкраще місце у чемпіонаті: 6 (1926)

## Статистика
| Сезони | Матчі | Перемоги | Нічиї | Поразки | Різниця м'ячів | Очки |
| ------ | ----- | -------- | ----- | ------- | -------------- | ---- |
| 9      | 200   | 46       | 46    | 108     | 309 — 482      | 138  |

## Відомі гравці
- Рудольф Витлачил (1928—1929) — тренер збірної Чехословаччини, віце-чемпіона світу 1962.
- Ян Поплугар (1972—1979) — захисник, віце-чемпіон світу 1962, за збірну у 1958—1967 р. провів 62 матча.
- Йозеф Адамець (1977—1980) — результативний форвард.
- Антонін Паненка (1987—1989) — чемпіон Європи 1976, за збірну у 1973—1982 р. провів 59 поєдинків, 17 голів. Автор оригінального виконання пенальті — «удару Паненки».
- Йозеф Кадраба (нар. 1933) — віце-чемпіон світу 1962.